# Pieszyce (gromada 1954–1972)
Pieszyce – dawna gromada, czyli najmniejsza jednostka podziału terytorialnego Polskiej Rzeczypospolitej Ludowej w latach 1954–1972.
Gromady, z gromadzkimi radami narodowymi (GRN) jako organami władzy najniższego stopnia na wsi, funkcjonowały od reformy reorganizującej administrację wiejską przeprowadzonej jesienią 1954 do momentu ich zniesienia z dniem 1 stycznia 1973, tym samym wypierając organizację gminną w latach 1954–1972.
Gromadę Pieszyce z siedzibą GRN w Pieszycach (wówczas wsi, nie wchodzącej w skład gromady) utworzono – jako jedną z 8759 gromad na obszarze Polski – w powiecie dzierżoniowskim w woj. wrocławskim, na mocy uchwały nr 12/54 WRN we Wrocławiu z dnia 2 października 1954. W skład jednostki weszły obszary dotychczasowych gromad Piskorzów, Rościszów i Kamionki ze zniesionej gminy Pieszyce w tymże powiecie. Dla gromady ustalono 15 członków gromadzkiej rady narodowej.
Gromada przetrwała do końca 1972 roku, czyli do kolejnej reformy gminnej. 1 stycznia 1973 wchodzące w jej skład miejscowości włączono do Pieszyc (gminy miejskiej). Dopiero 1 stycznia 2016 reaktywowano (miejsko-wiejską) gminę Pieszyce, przez wyłączenie z Pieszyc tych miejscowości i utworzenie z nich wiejskiego obszaru gminy Pieszyce.
Uwaga: W 1954 roku w powiecie dzierżoniowskim funkcjonowały dwie gromady o nazwie Pieszyce – drugą była gromada Pieszyce.